# Henri Rognon
Pour les articles homonymes, voir Rognon.
Henri Camille Rognon, né à Morteau (Doubs) le 8 juillet 1925, est un Résistant français mort le 9 juin 1944 dans un combat contre la colonne de la 2e division SS Das Reich qui a commis le massacre d'Argenton-sur-Creuse.

## Biographie
Henri Rognon, engagé volontaire à 18 ans dans le Premier régiment de France, appartient au 1er bataillon (infanterie), cantonné au Blanc. Il rejoint les FFI. Dans l'après-midi du 9 juin 1944, Henri Rognon est envoyé, avec cinq de ses camarades du 1er RF qui ont avec lui rejoint les FFI, pour renforcer des Résistants qui contrôlent l'entrée sud d'Argenton sur l'avenue Rollinat. L'équipe dispose d'un bon équipement en fusils-mitrailleurs et munitions.
Un convoi militaire allemand venant du sud apparaît vers 18 h sur la RN 20. Henri Rognon s'écrie : Il faut les arrêter et entraîne ses camarades au bord de la route d'où ils ouvrent le feu sur la colonne qui réplique aussitôt. Les FFI tiennent l'échange tout en devant se replier progressivement. Ils descendent l'avenue, sans qu'aucun ne soit touché, et se retranchent à l'ouest dans une petite construction en pierre, sur le coteau, au lieu-dit Le Beau Soleil. De là, ils immobilisent la colonne par leurs tirs.
Lorsqu'il apparaît qu'ils ne pourront plus tenir longtemps, ils décrochent tandis qu'Henri Rognon reste pour les couvrir. Le soldat continue le feu, stoppant toujours la colonne. Les SS doivent apporter un canon de 38. Henri Rognon, excellent tireur, les empêche de mettre le canon en batterie dans une bonne position. Les Allemands envoient un grand nombre d'obus. Plus de trente-cinq douilles seront retrouvées sur place. Henri Rognon cesse de tirer, blessé ou faute de munitions. Les SS l'achèvent à coups de crosses et son corps est affreusement mutilé. Tué au feu à 18 ans après un long combat à forces inégales qui s'est achevé peu avant 20 heures, il est sans doute le premier soldat de son régiment mort en combattant les Allemands. André Cotillon le qualifie de héros, au courage extraordinaire.
Ses cinq camarades ont pu s'échapper sans être blessés. Ils seront arrêtés le soir à l'École primaire supérieure d'Argenton, pris en otages et abattus le lendemain à Limoges.
Le 9 juin 2014, une plaque à la mémoire d'Henri Rognon a été inaugurée sur le lieu du combat. Le nom d'Henri Rognon est gravé sur le mémorial du 9 juin 1944 à Argenton, sur le monument aux morts de Morteau et sur la plaque commémorative 1939-1945 de l'hôtel de ville de Pontarlier. Son frère aîné Paul Rognon chef du maquis d'Abbans-Dessous, né le 25 juillet 1917, lui aussi dans la Résistance,il fut abattu par les allemands en tentant de s'enfuir avec un autre résistant Raymond Eglin le 6 septembre 1944 à Boussières. Le nom des Frères Rognon a été donné à une rue de Morteau.

## Sources
- Argenton, 9 juin 1944, une tragique page d'histoire, André Cotillon, avec photographie d'Henri Rognon p. 32, 56 p., Éditions du Centre d'histoire d'Argenton, Argenton-sur-Creuse, 1994 ; réédition en 2004  (ISBN 2-95-11617-8-6)
- Argenton-sur-Creuse dans la guerre, 1939-1945, Pierre Brunaud, récit p. 117-118, 224 p., Alan Sutton, Saint-Cyr-sur-Loire, 2008  (ISBN 2849107115)
- "Le Premier Régiment de France et Argenton", Jean-Paul Gires, Argenton et son Histoire, p. 11-19, bulletin n° 34, novembre 2017, Cercle d'Histoire d'Argenton-sur-Creuse  (ISSN 0983-1657).